# گسل شرق آناتولی

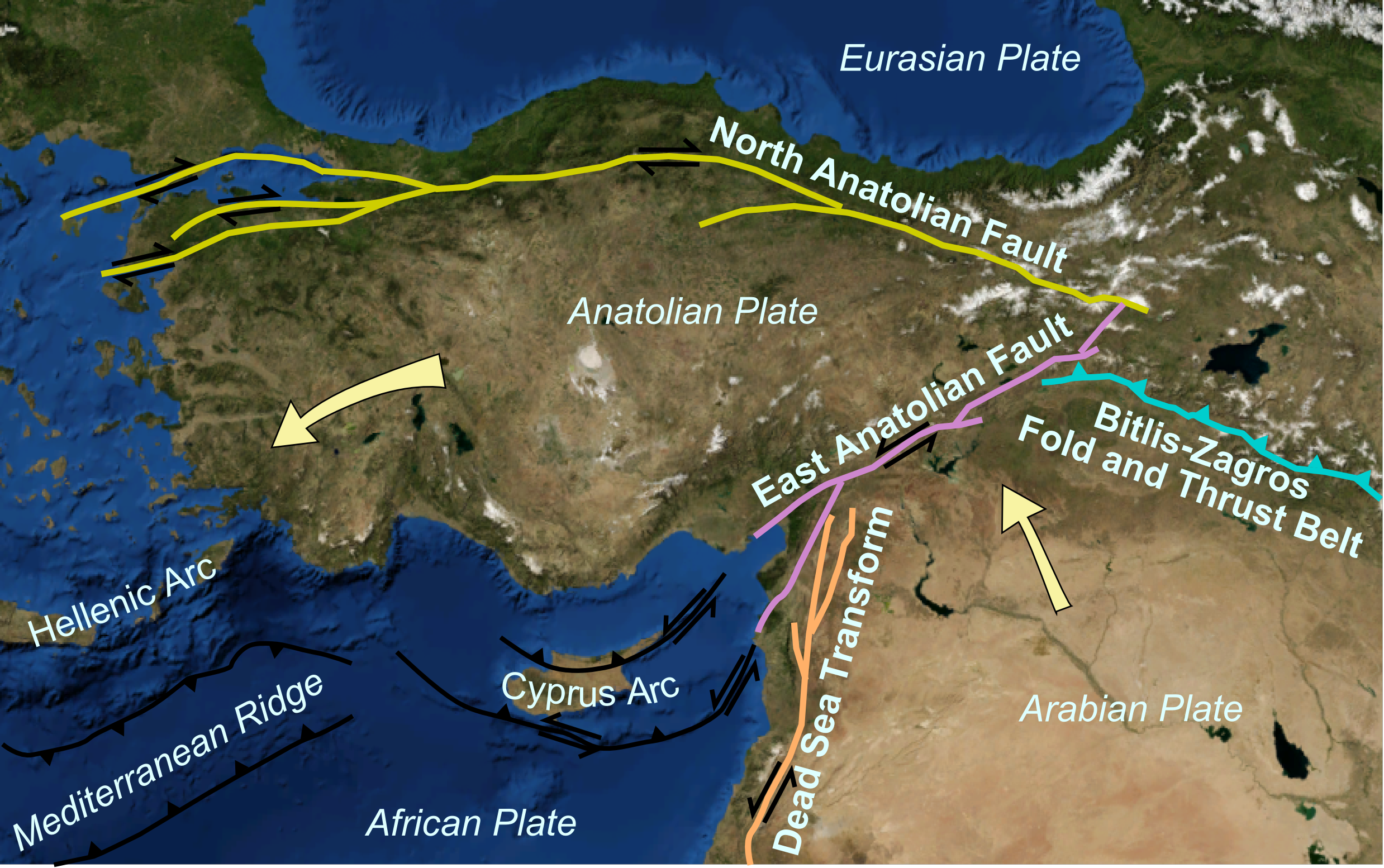
گسل شرق ترکیه و گسل‌های پیرامون آن بخش عمده ترکیه را می‌پوشانند.

گسل شرق آناتولی (انگلیسی: East Anatolian Fault) یک گسل امتدادلغز مهم در شرق ترکیه است. گسل شرق آناتولی یک مرز زمین‌ساختی ترادیسی میان صفحه آناتولی و صفحه عربستان که در حال حرکت به شمال است را تشکیل داده‌است.
حرکت گسل شرق آناتولی در راستای شمال شرقی است و در انتهای شمال شرقی خود با گسل شمال آناتولی برخورد می‌کند.

## لرزه‌خیزی
زمین‌لرزه ۲۰۰۳ بینگل و زمین‌لرزه ۲۰۱۰ الازیغ از مجموعه زمین‌لرزه‌هایی هستند که از سال ۲۰۰۳ در امتداد گسل شرق آناتولی روی داده‌اند.